# Stanley Pranin
Stanley Pranin (24 tháng 7 năm 1945 – 7 tháng 3 năm 2017) là một chủ bút và tổng biên tập người Mỹ của tạp chí Aikido Journal (trước đây là Aiki News), được thành lập năm 1974. Pranin, một nhà nghiên cứu và nhà lưu trữ về aikido, đã viết và xuất bản nhiều cuốn sách và bài viết về aikido, Daito-ryu Aikijujutsu, và Ueshiba Morihei, và là một nhân vật có ảnh hưởng trong thế giới aikido.
Ông là cộng sự lâu năm cho Aiki News và Aikido Journal. Guillaume Erard, tác giả cuốn tiểu sử trực tuyến của Ueshiba Kisshomaru, đánh giá tầm quan trọng của Pranin đối với việc nghiên cứu lịch sử aikido và tác phẩm của bản thân ông: ″Tôi rất biết ơn ông Stanley Pranin và Chủ tịch Peter Goldsbury vì những tác phẩm đáng kinh ngạc mà họ đã viết và xuất bản qua nhiều năm, và nếu không có chúng, tôi không thể viết được tiểu sử này. Tôi cũng muốn chân thành cảm ơn họ đã cung cấp cho tôi những ý kiến hữu ích bất cứ khi tôi có câu hỏi nào″.
Pranin ban đầu đã bắt đầu luyện tập Yoshinkan aikido ở California vào năm 1962, sau đó chuyển sang Aikikai. Vào cuối những năm 1960 và đầu những năm 1970, ông bắt đầu giảng dạy aikido ở California. Năm 1974, Pranin sáng lập tạp chí Aiki News; năm 1977 ông chuyển đến Nhật, sống ở đó 20 năm và tiếp tục xuất bản tạp chí bằng tiếng Nhật và tiếng Anh. Aiki News đã phát triển thành Aikido Journal, hiện là một ấn phẩm trên web với các nguồn thông tin về Aikido, Daito-ryu và các chủ đề liên quan.
Stanley Pranin qua đời vì bệnh ung thư dạ dày nặng vào ngày 7 tháng 3 năm 2017 ở Las Vegas, Nevada.

## Sự nghiệp aikido

### Những năm đầu
Năm 1962, Pranin chứng kiến một cuộc biểu diễn Aikido tại trường trung học của ông ở khu San Pedro của Los Angeles, 
và vào tháng 8 năm đó, ông bắt đầu tập luyện Yoshinkan aikido ở Lomita với võ sư 2 dan Virgil Crank. Ông tiếp tục luyện tập vào năm 1963 dưới sự chỉ dẫn của Takahashi Isao và Richard Taylor ở San Pedro YMCA, theo chương trình giảng dạy của Tōhei Kōichi. Pranin đã vượt qua các đợt kiểm tra thăng hạng 1 dan (vào tháng 8 năm 1965) và 2 dan (năm 1967) do Tohei đưa ra. Sau khi hoàn thành bằng thạc sĩ ở Đại học California, Los Angeles năm 1968, ông bắt đầu học chương trình tiến sĩ tại Đại học California, Berkeley và chia sẻ nhiệm vụ giảng dạy tại câu lạc bộ aikido của trường đại học với Robert Frager.
Với một bức thư giới thiệu của Rod Kobayashi, Pranin tới thăm Nhật Bản lần đầu vào tháng 6 năm 1969 và dành cả mùa hè để luyện tập ở Aikikai Hombu dojo tại Tokyo. Ông đã tham dự các lớp học được giảng dạy bởi Ueshiba Kisshomaru, Tohei Koichi, Ōsawa Kisaburō, Yamaguchi Seigo, Kobayashi Yasuo và Saitō Morihiro, và tập luyện tại dojo của Nishio Shoji ở Sugamo.
Được giới thiệu vào quân đội Hoa Kỳ vào tháng 10 năm 1969, Pranin được đóng quân tại Eritrea (sau đó là một phần của Ethiopia). Làm công việc của một thông dịch viên, ông đã tạo lập một câu lạc bộ aikido tại cơ sở truyền thông quân đội Hoa Kỳ tại Asmara. Sau 18 tháng chuyển tiếp sang Học viện Ngôn ngữ Quốc phòng ở Monterey, California, Pranin làm công việc trợ giảng tiếng Pháp. Ông đã thực hiện các đợt kiểm tra tiếng Nhật tại học viện và dạy aikido ở gần Đại học California, Santa Cruz với Robert Frager.
Sau khi giải ngũ vào tháng 10 năm 1972, Pranin quay trở lại Đại học California, Berkeley như một sinh viên cao học. Vào mùa hè năm 1973, ông bắt đầu giảng dạy các lớp học aikido tại một trường dạy judo ở Monterey. Năm đó, ông được thăng hạng 3 dan bởi Hiệp hội Aikido California.
Tháng 5 năm 1974, đại diện cho các trường dạy aikido ở Bắc California cùng với William Witt, Pranin đã tham dự một cuộc họp ở Los Angeles, tại đó Tohei Koichi đã thông báo quyết định từ nhiệm khỏi Aikikai Hombu Dojo ở Tokyo. Các đại biểu được yêu cầu chỉ đạo các tổ chức của họ ở lại với Aikikai hoặc gia nhập tổ chức Shin Shin Toitsu Aikido của Tohei.
Pranin mở một trường dạy aikido ở Monterey năm 1975. Năm tiếp theo, ông chuyển hoạt động của trường sang các môn sinh cấp cao và tiếp tục nghiên cứu tiến sĩ tại Đại học California, Berkeley. Trong giai đoạn này, Pranin đã dạy aikido tại các trường học ở Oakland và San Jose.
Ông và các huấn luyện viên khác của Bắc California đã tham gia thành lập tổ chức Aikido Yudansha Kai ở Bắc California vào năm 1974. Là một đại biểu của tổ chức này, Pranin đã tham dự Đại hội của Liên đoàn Aikido Quốc tế (IAF) lần thứ nhất tại Tokyo vào tháng 9 năm 1976. Ông nhận thăng hạng 4 dan vào tháng 1 năm 1977.

### Luyện tập và nghiên cứu ở Nhật Bản
Pranin chuyển tới Nhật Bản vào tháng 8 năm 1977, học aikido dưới sự chỉ dẫn của Saitō Morihiro ở Iwama. Tháng 5 năm 1978, ông đã phỏng vấn Ueshiba Kisshomaru cho lần xuất bản Morihei Ueshiba, Founder of Aikido, cuốn tiểu sử bằng tiếng Nhật về cha của Kisshomaru. Pranin đã phỏng vấn Ueshiba hơn mười lần, lần cuối vào tháng 12 năm 1996.
Năm 1979, ông đã tìm thấy một cuộn phim 16mm vào năm 1935 về Ueshiba Morihei trong một kho lưu trữ phim ở Tokyo. Năm đó, Pranin đã phỏng vấn lần thứ hai với Tomiki Kenji, người sáng tạo nên một hình thức thi đấu aikido. Tháng 7 năm 1981, ông đã khám phá ra Budo, một cuốn sách hướng dẫn tập luyện năm 1938 của Ueshiba Morihei, trong khi phỏng vấn Akazawa Zenzaburo. Pranin đã được thăng hạng 5 dan bởi Saitō Morihiro trong năm 1983.
Hai năm sau, ông đã phỏng vấn Takeda Tokimune (con trai Takeda Sōkaku) lần đầu tiên nhân dịp một chuyến đi tới Hokkaido. Pranin đã ghé thăm Abashiri, Shirataki và Engaru trong khi nghiên cứu về những năm mà Ueshiba Morihei ở Hokkaido (1912 – 1919). Ueshiba bắt đầu học Daito-ryu Jujutsu với Takeda vào năm 1915, và các kỹ thuật Daito-ryu được sửa đổi là nền tảng của chương trình aikido hiện đại. Sự gắn bó của Ueshiba với Takeda kéo dài tới hơn 20 năm, và những nghiên cứu được xuất bản của Pranin là công cụ thiết lập nên vai trò của Daito-ryu Jujutsu trong quá trình sáng tạo nên aikido.
Từ 1985 tới 1989, ông đã hộ tống Saitō Morihiro ở nước ngoài với vai trò thông dịch viên tại các hội thảo về aikido, chủ yếu ở Mỹ và châu Âu. Pranin dã quảng bá cho giảng viên của mình trên các tạp chí và sự kiện của mình. Sự gắn bó của ông với Saito, bao gồm việc xuất bản một số cuốn sách và băng hình, kéo dài cho đến khi Saito qua đời vào năm 2002.
Pranin đã phỏng vấn Inoue Noriaki (Yoichiro), là cháu của Ueshiba Morihei và là một thành viên tiên phong ban đầu của Aiki Budo ở Tokyo, một vài lần trong các năm 1987 – 1988. Cha của Inoue, Inoue Zenzo, đã cưới chị cả của Ueshiba là Tame. Zenzo và cha của Ueshiba, Yoroku, đã có ảnh hưởng và tài trợ về tài chính cho Ueshiba Morihei trong những năm đầu. Bác của Inoue, Inoue Koshiro, là một người bảo trợ lâu dài của Ueshiba vào trước chiến tranh thế giới thứ hai. Nghiên cứu của Pranin về mối quan hệ giữa các gia đình Ueshiba và Inoue đã thay đổi sự tường thuật về mặt lịch sử những năm đầu của Ueshiba Morihei.
Trong suốt 20 năm sống và nghiên cứu tại Nhật Bản, Pranin đã tiến hành hơn 200 cuộc phỏng vấn. Kho lưu trữ âm thanh của Aikido Journal có chứa hơn 700 giờ ghi âm, phần lớn trong số đó đã được chỉnh sửa và xuất bản trong Aiki News và Aikido Journal. Pranin đã thu thập hàng trăm giờ phim và video được ghi lại, một phần trong số đó đã được biên tập và xuất bản. Bộ sưu tập ảnh của Aikido Journal bao gồm hơn 100,000 bức ảnh, bao gồm hàng nghìn bức về Ueshiba Morihei.

## Xuất bản

### Aiki NewsvàAikido Journal
Tại Monterey, Pranin và Terasawa Katsuaki đã bắt đầu dịch thuật các loạt bài viết tiếng Nhật về Ueshiba Morihei được xuất bản trên tờ Tokyo Times vào năm 1966. Phản hồi tích cực đối với các bản dịch đã dẫn tới việc tạo nên Aiki News, một tờ báo đưa tin nhỏ kết hợp các bài dịch với tin tức aikido địa phương, vào tháng 4 năm 1974. Trong ba năm tiếp theo, Pranin đã xuất bản những bài phỏng vấn đầu tiên với Saitō Morihiro, Ōsawa Kisaburō, Frank Doran và William Witt, các bản dịch những tài liệu aikido tiếng Nhật và những sự kiện tại Mỹ có liên quan trên Aiki News. Sau khi chuyển đến Nhật Bản năm 1977, ông tiếp tục cho xuất bản tờ báo đưa tin này, chuyển sang định dạng song ngữ Nhật – Anh vào năm 1978.
Năm 1991, việc xuất bản của Pranin được chia làm hai tạp chí: Aiki News bằng tiếng Nhật và Aikido Journal bằng tiếng Anh. Tạp chí thứ hai được xuất bản cho tới mùa xuân năm 2000, kết thúc 26 năm xuất bản định dạng in ấn ở số 119. Aiki News được xuất bản bằng tiếng Nhật cho tới năm 2005, khi nó được đổi tên thành Dou Magazine dưới thời tổng biên tập Kimura Ikuko và trọng tâm của nó được chuyển thành tin tức liên quan đến aikido.
Aikido Journal đã trở thành một ấn bản trực tuyến tại aikidojournal.com vào năm 2000. Trang web này chứa đựng nội dung phong phú (nhiều trong đó xuất phát từ các phiên bản tạp chí in) và rất nhiều ảnh và video liên quan đến aikido.

### Sách
- The Aiki News Encyclopedia of Aikido (Aiki News, 1989 và 1991, Tokyo): Tác phẩm tham khảo, hiện đã dừng xuất bản. Nội dung của nó, với nhiều chỉnh lý nhỏ, hiện có tại aikidojournal.com.
- Aikido Masters: Prewar Students of Morihei Ueshiba tập 1 (Aiki News, 1993, Tokyo): Các cuộc phỏng vấn với 14 môn sinh trong khoảng thời gian từ 1926 đến 1942 của Ueshiba Morihei được thực hiện bởi Pranin và nhân viên của Aiki News
- Daito-ryu Aikijujutsu: Conversations with Daito-ryu Masters (Aiki News, 1996, Tokyo): Theo dấu lịch sử của Daito-ryu Aikijujutsu thông qua các cuộc phỏng vấn với bảy bậc thầy và tổng quan về lịch sử và người sáng lập, Takeda Sōkaku
- Aikido Pioneers – Prewar Era (Aiki News, 2010, Tokyo): Bản sửa đổi và mở rộng của Aikido Masters với 20 cuộc phỏng vấn bởi Pranin trong giai đoạn hơn 30 năm với các môn sinh và cộng sự của Ueshiba Morihei.
- 1994 – 2001 Takemusu Aikido (sáu tập): Loạt tập phim về kỹ thuật toàn diện của Saitō Morihiro do Aiki News xuất bản. Tập đầu tiên là đồng tác giả với Pranin, người đã viết lời tựa về mặt lịch sử trong tập thứ sáu.[8]

## Các sự kiện và giảng dạy

### Trường đấu thể thao –Athletic Circus
Tháng 7 năm 1963, Pranin là một thành viên của một hội đồng YMCA tổ chức một sự kiện mang tên "Trường đấu thể thao" (Athletic Circus) với aikido, powerlifting và một buổi giao lưu về thể hình của Bill Pearl. Sự kiện được tổ chức ở San Pedro, với Pranin tham gia trong phần thao diễn aikido và các sự kiện về powerlifting.

### Các buổi thao diễn hữu nghị
Tháng 4 năm 1985, Pranin đã tổ chức sự kiện Thao diễn hữu nghị Aiki News (Friendship Demonstration) đầu tiên ở Tokyo. Sáu huấn luyện viên aikido đã tham gia vào sự kiện này. Buổi thao diễn này gây tranh cãi, vì nó được tổ chức bởi Aiki News (một tổ chức tư nhân). Các buổi thao diễn khác được tổ chức vào các năm 1986, 1987 và 1988.

### Thao diễn Shin'ei Taido
Pranin đã tổ chức một buổi thao diễn công khai vào năm 1988 tại Tokyo của Shin'ei Taido, môn phái được sáng lập bởi Inoue Noriaki (Yoichiro) – cháu của Ueshiba Morihei, một cộng tác viên đầu tiên của Ueshiba và là một môn sinh tiên phong trước chiến tranh.

### Aiki Expo
Aiki Expo là các hội thảo võ thuật, được tổ chức bởi Pranin, tập hợp các huấn luyện viên cao cấp của aikido, Daito-ryu Aikijujutsu, các môn võ cổ truyền của Nhật Bản, karate và Systema. Các hội chợ, bao gồm các buổi thao diễn, đã khuyến khích các học viên tham gia trải nghiệm các môn phái khác. Chúng đã được tổ chức vào năm 2002 và 2003 tại Las Vegas và năm 2005 tại Los Angeles.

### Phim, video và DVD
Kể từ khi bắt đầu quá trình nghiên cứu của mình, Pranin đã thu thập và quay nhiều giờ phim và video về các huấn luyện viên aikido, bắt đầu với người sáng lập Ueshiba Morihei. Tài liệu lưu trữ của Aikido Journal bao gồm hơn 30 bộ phim về Ueshiba. Các huấn luyện viên khác được Pranin lưu trữ tài liệu là Saitō Morihiro, Nishio Shoji, Inoue Noriaki (Yoichiro), Tohei Koichi, Yamaguchi Seigo và Shirata Rinjiro.
Các sự kiện chính của Pranin đã được ghi lại bằng video, và ông đã thu thập và quay nhiều giờ tư liệu trong vài thập kỷ kể từ buổi Thao diễn Aikido toàn Nhật Bản được tài trợ bởi Aikikai Hombu Dojo ở Tokyo. Đoạn phim được chỉnh sửa đã được Aiki News và Aikido Journal bán ra thị trường trong một số định dạng.

### Các bài giảng và hội thảo
Pranin đã giảng dạy về lịch sử aikido và cuộc đời của người sáng lập Ueshiba Morihei ở Mỹ, Mexico, Pháp và Nhật Bản. Ông đã tổ chức các hội thảo aikido, và phát hành một khóa học video trực tuyến (The Zone Theory of Aikido) vào năm 2013.